# Хуан Хосе Родрігес
Хуан Хосе Родрігес (ісп. Juan José Rodríguez, нар. 23 червня 1967) — костариканський футболіст, що грав на позиції захисника.
Виступав, зокрема, за клуби «Белень» та «Сан-Карлос», а також національну збірну Коста-Рики.

## Клубна кар'єра
У дорослому футболі дебютував 1990 року виступами за команду клубу «Ель Кармен», в якій провів один сезон. 
Протягом 1992—1993 років захищав кольори команди клубу «Кармеліта».
Своєю грою за останню команду привернув увагу представників тренерського штабу клубу «Белень», до складу якого приєднався 1994 року. Відіграв за костариканську команду наступні три сезони своєї ігрової кар'єри.
Протягом 1997—1998 років захищав кольори команди клубу «Картагінес».
У 1998 році перейшов до клубу «Сан-Карлос», за який відіграв 6 сезонів. Завершив професійну кар'єру футболіста виступами за команду «Сан-Карлос» у 2004 році.

## Виступи за збірну
У 2002 році дебютував в офіційних матчах у складі національної збірної Коста-Рики. Протягом кар'єри у національній команді, яка тривала 1 рік, провів у формі головної команди країни 4 матчі.
У складі збірної був учасником чемпіонату світу 2002 року в Японії і Південній Кореї.